# Абаєв Мірза
Мірза́ Аба́єв — учасник Карабаської війни. За національністю осетин.

## Життєпис
У 1992 році прибув волонтером в Нагірний Карабах з Росії. До цього активно брав участь в осетино-грузинській війні. У Нагірному Карабасі спочатку воював у мартунінському полку під командуванням Монте Мелконяна, потім очолив загін ополченців, і воював аж до закінчення війни. 
Мірза Абаєв зі своїм загоном брав участь на найважчих ділянках фронту. У 1993 році батальйон під командуванням Абаєва розгромив азербайджанських бійців в Фізулі, тим самим частина Фізулі перейшла під контроль вірмен. 
У 1994 році легендарний комбат Абаєв загинув у боях за Джабраїл. Незважаючи на смерть Абаєва, більша частина території Джабраїла була взята.